# 강지 선생 묘
강지 선생 묘는 경기도 고양시 덕양구 오금동에 있다. 1989년 10월 23일 고양시의 향토문화재 제27호로 지정되었다.

## 개요
조선조 전기 강지장군의 묘소이다. 문인석과 장명등이 독특하다.